# Divizia Națională 2007-2008
La Divizia Națională  2007-2008 è la 17ª edizione del massimo campionato di calcio moldavo. Ebbe inizio il 4 luglio 2007 per concludersi il 15 maggio 2008. Lo Sheriff Tiraspol ha vinto il titolo per l'ottava volta consecutiva.

## Formula
A causa dello scarso numero di squadre (12), oltre ai classici gironi di andata e ritorno fu prevista una terza tornata che permetté così la disputa di un totale di 33 giornate, negli standard degli altri campionati europei con l'ultima classificata che retrocedette in Divizia A.
Le squadre partecipanti alle coppe europee furono quattro: la squadra campione si qualificò alla UEFA Champions League 2008-2009, la seconda classificata e la vincitrice della coppa nazionale alla Coppa UEFA 2008-2009 e una quarta squadra fu ammessa alla Coppa Intertoto 2008.

## Squadre
| Squadra                 | Città      | Stadio | Stagione 2006-2007   |
| ----------------------- | ---------- | ------ | -------------------- |
| FC Dinamo Bender        | Bender     |        | 10°                  |
| FC Politehnica Chișinău | Chișinău   |        | 7°                   |
| Dacia Chișinău          | Chișinău   |        | 4°                   |
| Tiligul-Tiras Tiraspol  | Tiraspol   |        | 8°                   |
| Zimbru Chișinău         | Chișinău   |        | 2°                   |
| Nistru Otaci            | Otaci      |        | 3°                   |
| Sheriff Tiraspol        | Tiraspol   |        | Campione di Moldavia |
| FC Tiraspol             | Tiraspol   |        | 5°                   |
| Olimpia Bălți           | Bălți      |        | 6°                   |
| FC Iskra-Stal Rîbnița   | Rîbnița    |        | 9°                   |
| CSCA-Rapid Chișinău     | Chișinău   |        | Divizia A            |
| FC Rapid Ghidighici     | Ghidighici |        | Divizia A            |

## Classifica
|                     | Pos. | Squadra                | Pt | G  | V  | N  | P  | GF | GS | DR  |
| ------------------- | ---- | ---------------------- | -- | -- | -- | -- | -- | -- | -- | --- |
| Moldavia (bandiera) | 1.   | Sheriff Tiraspol       | 81 | 30 | 26 | 3  | 1  | 68 | 8  | +60 |
|                     | 2.   | Dacia Chișinău         | 62 | 30 | 19 | 5  | 6  | 60 | 28 | +32 |
|                     | 3.   | Nistru Otaci           | 59 | 30 | 17 | 8  | 5  | 34 | 17 | +17 |
|                     | 4.   | Tiraspol               | 55 | 30 | 16 | 7  | 7  | 36 | 21 | +12 |
|                     | 5.   | Zimbru Chișinău        | 52 | 30 | 13 | 13 | 4  | 43 | 21 | +22 |
|                     | 6.   | Iskra-Stal             | 35 | 30 | 9  | 8  | 13 | 23 | 34 | -11 |
|                     | 7.   | Tiligul-Tiras Tiraspol | 29 | 30 | 7  | 8  | 15 | 16 | 36 | -20 |
|                     | 8.   | Zarea Bălți            | 27 | 30 | 7  | 6  | 17 | 24 | 46 | -22 |
|                     | 9.   | Dinamo Bender          | 26 | 30 | 7  | 5  | 18 | 30 | 57 | -27 |
|                     | 10.  | CSCA-Rapid Chișinău    | 18 | 30 | 5  | 3  | 22 | 21 | 55 | -34 |
|                     | 11.  | Politehnica Chișinău   | 15 | 30 | 3  | 6  | 21 | 7  | 39 | -32 |
|                     | 12.  | FC Rapid Ghidighici    | 0  | 0  | 0  | 0  | 0  | 0  | 0  | 0   |

Legenda:

      Campione di Moldavia
      Qualificata alla Coppa UEFA
      Qualificata alla Coppa Intertoto
      Retrocessa in Divizia A
Note:

Tre punti a vittoria, uno a pareggio, zero a sconfitta.

## Verdetti
- Campione:  Sheriff Tiraspol
- Qualificato alla UEFA Champions League:  Sheriff Tiraspol (al primo turno preliminare)
- Qualificato alla Coppa UEFA:  Dacia Chișinău,  Nistru Otaci (al primo turno preliminare)
- Qualificato alla Coppa Intertoto: Tiraspol
- Retrocessa in Divizia "A": FC Rapid Ghidighici